# Ernesto Ocampo Yepes
Ernesto Dumas, "Teto", Ocampo Yepes (Río de Oro (Cesar) 29 de abril de 1969 - Bogotá, 27 de septiembre de 2023), más conocido como Teto Ocampo, fue un músico colombiano que se desempeñó como intérprete, compositor, guitarrista, arreglista y productor discográfico entre 1985 y 2023. Sus primeras participaciones reconocidas de forma masiva en los medios de comunicación fueron como productor, arreglista e intérprete en los discos Clásicos de la provincia (1993) de Carlos Vives, y La tierra del olvido (1995), de Carlos Vives y La Provincia, pero su carrera incluyó participaciones y creaciones en cientos de discos, así como el desarrollo de una mirada sensible y política sobre la necesidad del diálogo intercultural en las músicas colombianas.

## Biografía
Teto Ocampo nació en Río de Oro, Cesar. Desde muy niño se interesó en tocar guitarra y gaita, y sus estudios iniciales fueron con los maestros Daniel Baquero, Chepe Beltrán y Ramiro Isaza. Creció en un país con altos índices de violencia, inseguridad y desigualdad, en donde eran pocas las oportunidades para un músico. A los 16 años firmó su primer contrato discográficoy, más adelante, estudió formalmente en Musician Institute de Los Ángeles, Estados Unidos.

### Década de 1990
En 1993, con su participación como director musical en los álbumes Clásicos de la provincia (1993) y La tierra de Olvido (1995), y particularmente con el arreglo y la interpretación del vallenato clásico La gota fría, recibió amplio reconocimiento internacional. Por sus búsquedas estéticas, que desembocaron en el encuentro entre músicas tradicionales colombianas, como la cumbia y el vallenato,  músicas populares contemporáneas, como el pop y el rock, la crítica musical lo referencia como un músico de gran importancia para la historia musical colombiana. También ha sido muy reconocido tanto por su experimentación de carácter vanguardista, como por su interés por trazar puentes con las músicas de grupos indígenas y afrocolombianos. Un efecto indirecto de su trabajo es la aparición de género musical denominado comercialmente como "Tropipop".
   

Sobre sus primeros años, Carlos Vives recuerda su participación en el disco La tierra del olvido de la siguiente manera:   
"El trabajo de La tierra del olvido fue el mejor porque fue como si me encontrara a mí mismo otra vez. Luego, en mi equipo de trabajo, teníamos dos sacerdotes, las vacas sagradas que eran Iván Benavides y Teto Ocampo. Teníamos una finca que habíamos pedido prestada en Santandercito y nos fuimos con el grupo, una semana entera en la mitad de la naturaleza salvaje, con algunas arañas de este tamaño (abre sus manos), con cascadas...vivimos ahí y allí hicimos toda la composición, y teníamos nuestra grabadora, con la que hicimos los demos para luego poder ir al estudio y grabar el álbum" (Carlos Vives, entrevista personal, 2011, en "Modernity, and Colombian identity, London: Lexington Books, 2020", de Juan Sebastián Ochoa, Carolina Santamaría-Delgado, Manuel Sevilla, y Carlos Eduardo Cataño Arango).
Luego de esta experiencia, Ocampo fue cocreador del grupo Bloque de Búsqueda junto con Iván Benavides, quien había escrito las canciones del disco La tierra del olvido. Junto con la banda, desde mediados de los años 90, recibió amplio reconocimiento internacional, particularmente debido a que firmaron un contrato con Luaka Bop, sello discográfico de David Byrne. El New York Times, en 2000, los reseñó como la mejor banda de rock del año, y como el futuro del rock and roll.

### Década de 2000
Durante la década de 2000, Ocampo se dedicó a colaborar en grupos con búsquedas experimentales entre el rock y diferentes músicas asociadas con grupos indígenas, afrodescendientes o comunidades rurales. También participó como miembro de Manguala y Mucho Indioy fue maestro de música en la Escuela Tejedores de Sociedad, un proyecto de la Alcaldía de Bogotá, y en su propia escuela de música, Era Sonera.
En su primer disco solista, "Teto", de 2005, presentó once canciones en un formato íntimo y acústico, diez compuestas por él, y todas interpretadas en guitarra, tiple y bandola llanera, con pocos acompañamientos rítmicos, y concentrándose en aires colombianos, como guabinas, joropos y pasillos. Le colaboraron Gilbert Martínez en la percusión y “El Papa” Luis Ángel Pastor en el bajo. El disco fue presentado en abril de 2005, en el Teatro Colón de Bogotá. Según lo reseña el periodista Pepe Plata, “este disco está dentro de la tradición de los cantautores mas grandes, como Nick Drake, Van Morrison y Elvis Costello, es un álbum que marca el comienzo de una trayectoria larga, llena de grabaciones, conciertos y música poderosa”.
La agrupación Mucho indio comenzó su camino en 2008, "como un cabildo entre indígenas y artistas urbanos para mantener vivo el pensamiento ancestral". Bajo el liderazgo de Ocampo, el "paleofuturista", el colectivo reunió inicialmente a grupos indígenas con músicos de jazz y rock y artistas urbanos, siempre alrededor de la investigación de los cantos indígenas y la intervención pública para reivindicar su importancia en una sociedad con altos índices de racismo y rechazo hacia su pasado indígena, pero también para buscar por qué la música tenía la fuerza y el impacto emocional que tenía.
Desde sus orígenes, el grupo organizó viajes por el Cauca, la Sierra Nevada de Santa Marta, La Guajira y el Amazonas, para encontrarse con maestros musicales y guías espirituales pertenecientes a los grupos indígenas. En su primer disco participaron músicos indígenas, como Julio Torres, interpretando instrumentos de pastoreo wayuu, Victoriano Piñacué, interpretando flautas nasa, y la arhuaca María Teresa Villafañe, acompañados por Teto Ocampo, Gilbert Martínez, Pedro Acosta y Carlos Rengifo. Desde entonces, se hizo un conocido y visitante recurrente para los Nasa, y luego para los Arhuaco, a quienes se acercó como a maestros espirituales que le podrían decir de dónde vino la música y para qué era. Según el músico Richard Blair, en la lengua arhuaca o ikʉ, no existe una palabra para hablar de los "músicos", pero la música es para sanar, un regalo para honrar el mundo natural, una cocreación entre el mundo material y el espiritual, una afirmación para la única consciencia que nos ha sido dada amable y libremente, un código para conocer la vida.
Participó en la banda de jazz Nación Ceviche. Fue presentador de la serie etno-musical para televisión, Expedición Sonora, de Señal Colombia, emitida también en México y Argentina, entre 2004 y 2005. 
En 2005, se unió a Sidestepper, y en 2006, tocó en su disco "Continental", junto con Richard Blair, Iván Benavides, Janio Coronado, Erika Muñoz, Goyo Martínez, Jacobo Vélez y Gustavo García.
Incursionó como profesor y productor de música, con la mezcla de ritmos folclórico de técnica de guitarra, teoría musical, armonía, jazz, historia de la música colombiana e investigaciones sobre músicas indígenas, trabajando para la Universidad Incca de Colombia, el Instituto Distrital de Cultura y Turismo y la Escuela de música Fernando Sor.
Realizó proyectos de teatro y televisión, como la serie etno-musical Expedición Sonora fue emitido en Señal Colombia. Fue compositor y productor musical en las series para televisión: Ciudad X en 2005, Culturama en 2007, Dachi Drua Nuestro Territorio en 2015, En Busca del Plato Perdido en 2015 y A Viva Voz en 2016. Fue compositor y guitarrista de las obras para teatro: Esperando a Godot, de Samuel Becket, (Teatro de la Candelaria, 1998); Muerte accidental de un anarquista, de Darío Fo, (Casa del Teatro, 2002); Divino pastor Góngora, de Jaime Chabaud y Blas Jaramillo, (Mapa Teatro, 2006); El Mundo en nueve guitarras, (Mapa Teatro, 2008); La Casa, adaptación de Cien años de soledad, por Esteban García (2009); La vida es sueño, de Pedro Calderón de la Barca, en adaptación de Pedro Salazar (2010); Pillow man, de Martin McDonagh, (Teatro Libre, 2011); Arimbato, de (Varasanta, 2015). Para esta última, Ocampo produjo la música de la obra partiendo de la estructura de la música indígena emberá.
En 2022, fue diagnosticado con cáncer. Falleció en Bogotá, el 27 de septiembre de 2023.Luego de su muerte ha recibido homenajes en donde han participado músicos como Juan David Castaño, la agrupación Ríoson, con Gustavo "Pantera" García y Santiago Roa, María Vanedi, Daía Mutis, Luis Daniel Vega, Umberto Pérez. 

## Discografía
Durante 28 años, Teto Ocampo participó como director, arreglista, compositor o intérprete en los siguientes discos: 

### Años 80
- 1986: Por fuera y por dentro
- 1987: No podrás escapar de mí
- 1989: Al Centro de la Ciudad

### Años 90
- 1993: Clásicos de la provincia, de Carlos Vives
- 1995: La tierra del olvido, de Carlos Vives
- 1997: Bloque de búsqueda, de Bloque de Búsqueda
- 1999: Bloque de búsqueda II, de Bloque de Búsqueda
- 2000: Sidestepper, de Sidestepper
- 2002: Manguala, de Juanita Delgado y Alejo Aponte
- 2003: Calle 19, de La Mojarra eléctrica
- 2003: In beats we trust, de Sidestepper
- 2003: Música para pick up, de Pernett
- 2005: Teto, de Teto Ocampo
- 2006: Continental, de Sidestepper
- 2006: Victoria Sur, de Victoria Sur
- 2008: Colectivo Alejandro Martínez,
- 2012: Mucho indio, de Mucho Indio
- 2014: Paz, de María Vanedi
- 2014: Wapapura, de Hombre de Barro
- 2017: Vivo parrandeando, de Carmelo Torres
- 2022: Enos